# 庭外
《庭外》（英語：Out of Court）是中国大陆一部律政悬疑剧，共20集，分为《盲区》（英語：Blinding Elephant）和《落水者》（英語：The Last Straw）两个篇章，故事地點位於虛構的津港。该剧由王平担任製片人，指纹担任编剧，《盲区》和《落水者》分別由张黎和黄伟执导。由最高人民法院影视中心、优酷、江苏猫眼文化传媒有限公司共同出品。2022年7月14日在優酷首播。

## 篇章
优酷VIP播出顺序：

| 篇章        | 简介                                                                                   | 导演 | 集数   | 集数   | 上線日期      | 上線日期      |
| ----------- | -------------------------------------------------------------------------------------- | ---- | ------ | ------ | ------------- | ------------- |
| 庭外·盲区   | 法官视角：讲述法官鲁南（夏雨饰）协助警方在16小时中破获两起案件的故事                   | 张黎 | 1-6集  | 1-6集  | 2022年7月14日 | 2022年7月14日 |
| 庭外·落水者 | 律师视角：讲述律师乔绍廷（罗晋饰）代理刑事案件時被指控是犯罪嫌疑人並繼續調查案件的故事 | 黄伟 | 7-20集 | 7-20集 | 2022年7月18日 | 2022年7月18日 |

## 庭外·盲区

### 演员表
| 演員   | 角色   | 介紹 |
| 夏雨   | 鲁南   | 最高法院法官，作為刑事法庭法官，他非常冷靜，還渾身是膽，以身飼虎。 他即睿智又果敢，深得他人賞識。 他在面對危險來臨時，總能沉著應對。 在負責死刑複核工作中，幫忙參詳一樁多年前的奇怪碎屍案，卻在調查中發現它與“陳曼團夥走私案”有著千絲萬縷的聯繫，為了在時限內撥開迷霧、探尋真相，他與在津港的喬紹廷聯手   |
| 罗晋   | 乔绍廷 | 津港金牌律師，德志所前合夥人。 全國十佳律師，免費為窮人代理案件的正義之士。 他表面看上去風光，實則內心有自己的痛苦和掙扎。 他在代理一樁刑事案件時遭到陷害，被警方拘留調查，不久後無罪被解除強制措施。 離開看守所的他跌入人生谷底，但面對挫折，從未放棄過對案件的調查，追蹤案件同時還要自證清白            |
| 万茜   | 陈曼   | 大型走私團夥頭目，心狠手辣，蛇蠍美人。 她是不怒自威的大姐大，給人以壓迫感。 在與任何人的接觸過程中，始終高度敏銳，用盡高壓手段摸底試探。 她充滿了自信與胸有成竹，萬事崩於前而面不改色，同時她似乎在字裡行間對車禍律師的生死十分在意                                                                       |
| 國歌   | 喬紹言 | 喬紹廷姐姐，江州刑偵總隊副隊長兼政委。 是個看上去溫柔正直，富有同情心，顧全大局的人。 因長年生活在國外，與喬紹廷姐弟關係疏離。 但她在此次來到南津並非公派，並一再主動參與碎屍案的偵辦，動機成疑 |
| 欒元暉 | 冉森   | 田洋公司的法務，一直在給田洋做辯護，他看似單純敦厚，為了法律的公義，為了真相，希望魯南能夠説明他查明真相，不要冤枉了田洋。 在他文質彬彬的外表下，不僅隱藏著異常的豺狼般兇殘的犯罪手段。 為了説明田洋脫罪，他一直在努力著篡改真相，沒少運作。 聽到徐慧文想把田洋當做替罪羊時，更是不惜鋌而冒險殺害了徐慧文 |
| 郭广平 | 傅东宏 | |
| 练练   | 徐慧文 | |
| 张龄心 | 吴涵   | 南津刑偵總隊副隊長，強勢、自信、果敢，偵察和指揮經驗豐富。 她藉口高度重視「田洋故意殺人分屍案」的死刑複核，特意將最高院的法官請來南津會商。 但她在指揮調度上對魯南等人的限制，以及對部分敏感信息諱莫如深的態度，總讓人覺得有些奇怪                                                                        |

### 制作
《庭外·盲区》于2021年5月29日在福建厦门开机拍摄。同年7月13日杀青。

## 庭外·落水者

### 演员表
| 演員   | 角色   | 介紹 |
| 罗晋   | 乔绍廷 |      |
| 焦俊艳 | 萧臻   |      |
| 夏雨   | 鲁南   |      |
| 李光洁 | 章政   |      |
| 李宗翰 | 薛冬   |      |
| 霍青   | 旷北平 |      |

### 制作
《庭外·落水者》于2021年5月10日在福建厦门开机拍摄。同年7月8日杀青。